# Lerista ameles
Espèce
Lerista ameles est une espèce de sauriens de la famille des Scincidae.

## Répartition
Cette espèce est endémique du Queensland en Australie.

## Publication originale
- Greer, 1979 : A new species of Lerista (Lacertilia: Scincidae) from northern Queensland, with remarks on the origin of the genus. Records of the Australian Museum, vol. 32, no 10, p. 383-388 (texte intégral).